# Coleophora opulens
Coleophora opulens é uma espécie de mariposa do gênero Coleophora pertencente à família Coleophoridae.